# 上海モーターショー
上海国際モーターショー（シャンハイこくさい-、上海国际汽车展）は、北京モーターショー（北京国際汽車展）と交代で1985年から隔年開催されている中華人民共和国の自動車展示会である。2004年6月に国際見本市産業協会（UFI）より中国の自動車展示会では初めて承認された。
| 回数   | 会期                    | 会場               | 出品社数  | 出品車数 | 入場者数   | 備考 |
| ------ | ----------------------- | ------------------ | --------- | -------- | ---------- | ---- |
| 第13回 | 2009年4月22日 - 4月28日 | 上海新国際博覧中心 | 約1,500社 | 918台    | 60万人     |      |
| 第14回 | 2011年4月21日 - 4月28日 | 上海新国際博覧中心 | 約2,000社 | 1100台   | 71万5000人 |      |
| 第15回 | 2013年4月21日 - 4月29日 | 上海新国際博覧中心 | -社       | -台      | -人        |      |
| 第16回 | 2015年4月22日 - 4月29日 | 国家会展中心       | 約2,000社 | 約1343台 | 92万8000人 |      |
| 第17回 | 2017年4月19日 - 4月28日 | 国家会展中心       | -社       | -台      | -人        |      |
| 第18回 | 2019年4月18日 - 4月25日 | 国家会展中心       | -社       | -台      | -人        |      |